# Interlaken-Oberhasli (distrito administrativo)
Interlaken-Oberhasli é um distrito administrativo da Suíça, localizado no cantão de Berna. Tem 1,228,93 km² de área e sua população em 2019 foi estimada em 47.600 habitantes. Sua sede é a comuna de Interlaken.

## Comunas
Interlaken-Oberhasli está composto por um total de 28 comunas:
| Brasão                    | Comuna                    | População (31 de dezembro de 2019) | Área em km² |
| ------------------------- | ------------------------- | ---------------------------------- | ----------- |
| Beatenberg                | Beatenberg                | 1 194                              | 29.18       |
| Bönigen                   | Bönigen                   | 2 522                              | 15.14       |
| Brienz                    | Brienz                    | 3 101                              | 47.94       |
| Brienzwiler               | Brienzwiler               | 477                                | 17.62       |
| Därligen                  | Därligen                  | 407                                | 6.89        |
| Grindelwald               | Grindelwald               | 3 740                              | 170.60      |
| Gsteigwiler               | Gsteigwiler               | 399                                | 7.01        |
| Gündlischwand             | Gündlischwand             | 341                                | 16.88       |
| Guttannen                 | Guttannen                 | 291                                | 200.77      |
| Habkern                   | Habkern                   | 644                                | 51.06       |
| Hasliberg                 | Hasliberg                 | 1 180                              | 41.68       |
| Hofstetten bei Brienz     | Hofstetten bei Brienz     | 542                                | 8.81        |
| Innertkirchen             | Innertkirchen             | 1 047                              | 236.54      |
| Interlaken                | Interlaken                | 5 692                              | 4.31        |
| Iseltwald                 | Iseltwald                 | 428                                | 22.12       |
| Lauterbrunnen             | Lauterbrunnen             | 2 451                              | 164.47      |
| Leissigen                 | Leissigen                 | 1 020                              | 10.40       |
| Lütschental               | Lütschental               | 219                                | 13.21       |
| Matten bei Interlaken     | Matten bei Interlaken     | 3 916                              | 5.92        |
| Meiringen                 | Meiringen                 | 4 737                              | 40.17       |
| Niederried bei Interlaken | Niederried bei Interlaken | 347                                | 4.24        |
| Oberried am Brienzersee   | Oberried am Brienzersee   | 447                                | 20.11       |
| Ringgenberg               | Ringgenberg               | 2 658                              | 8.81        |
| Saxeten                   | Saxeten                   | 97                                 | 19.09       |
| Schattenhalb              | Schattenhalb              | 578                                | 31.41       |
| Schwanden bei Brienz      | Schwanden bei Brienz      | 589                                | 7.031       |
| Unterseen                 | Unterseen                 | 5 690                              | 14.05       |
| Wilderswil                | Wilderswil                | 2 614                              | 13.61       |
|                           | Total (28)                | 47 368                             | 1228.93     |